# Cornelia Pröll
Cornelia Pröll (Kleinarl, 21 gennaio 1961) è un'ex sciatrice alpina austriaca.

## Biografia
Sorella di Annemarie ed Evi, a loro volta sciatrici alpine, Cornelia Pröll in attività si dedicò quasi esclusivamente alla discesa libera; in Coppa del Mondo colse il primo piazzamento il 4 febbraio 1979 a Pfronten, classificandosi 7ª, e sullo stesso tracciato il 7 gennaio dell'anno seguente ottenne il primo podio, giungendo 2ª dietro alla svizzera Marie-Theres Nadig per 19 centesimi di secondo. Ai XIII Giochi olimpici invernali di Lake Placid 1980, sua unica presenza olimpica, si piazzò al 22º posto.	
L'8 gennaio 1981 conquistò la sua unica vittoria in Coppa del Mondo, ancora a Pfronten, e l'8 febbraio successivo giunse per l'ultima volta su podio sulle nevi di Haus, arrivando 3ª alle spalle della canadese Gerry Sorensen e della tedesca occidentale Irene Epple; alla fine di quella stagione 1980-1981 risultò 3ª nella classifica della Coppa del Mondo di discesa libera e 16ª in quella generale, suoi migliori risultati in carriera. L'ultimo piazzamento in Coppa del Mondo della Pröll fu il 14º posto ottenuto il 19 gennaio 1982 a Bad Gastein, mentre l'ultimo piazzamento in carriera fu il 15º posto colto il 5 febbraio successivo ai Mondiali di Schladming 1982.

## Palmarès

### Coppa del Mondo
- Miglior piazzamento in classifica generale: 16ª nel 1981
- 4 podi (tutti in discesa libera):
  - 1 vittoria
  - 1 secondo posto
  - 2 terzi posti

#### Coppa del Mondo - vittorie
| Data           | Località | Paese          | Specialità |
| -------------- | -------- | -------------- | ---------- |
| 8 gennaio 1981 | Pfronten | Germania Ovest | DH         |

Legenda:

DH = discesa libera

### Campionati austriaci
- 1 medaglia[4]:
  - 1 oro (discesa libera nel 1979)

### Campionati austriaci juniores
- 3 medaglie[4]:
  - 2 argenti (discesa libera nel 1976; discesa libera nel 1977)
  - 1 bronzo (discesa libera nel 1978)